# سفری دیگر
سفری دیگر یا بدنی خواستنی (به اسپانیایی: El cuerpo del Deseo) نام یک مجموعه تلویزیونی محصول شرکت امریکایی اسپانیولی زبان تلموندو است. این مجموعه پس از آن که در نخستین پخشش در امریکا در سال ۲۰۰۵ محبوبیت زیادی یافت، در کشورهای مختلفی چون آرژانتین، مالزی، لهستان، فیلیپین، اسلواکی، اسپانیا و ایران پخش شد.
داستان فیلم در مورد تناسخ و مردی است که پس از مرگ، زندگی زمینی خود را این بار در جسم فرد دیگری ادامه می‌دهد. او پس از بازگشت، به حقایق پنهان در مورد بیوهٔ زیبا و جوانش پی می‌برد.
این مجموعه توسط کانال فارسی۱ به زبان فارسی دوبله و پخش شده‌ است. این سریال یکی از پربیننده‌ترین سریال‌های رسانه‌های فارسی‌زبان شد و شبکه فارسی وان در نوروز ۱۳۹۰ تصمیم گرفت دوباره آن را پخش کند.
تله موندو سازنده اصلی این سریال توانسته آن را در ۲۷ کشور جهان بفروشد.

## داستان
پدرو خوزه دونوسو (آندرس گارسیا) پیرمردی متمول و ثروتمند است که به همراه دخترش آنجلا و خدمتکارانش در یک عمارت بزرگ زندگی می کند. او عاشق زنی جوان و جذاب به نام ایزابل آروویو (لورنا روخاس) می شود و با او ازدواج می‌کند. پدرو ناگهان می میرد و ایزابل با آندرس کرونا (مارتین کارپن) که کارمند شوهرش بود ازدواج می کند. بعد از آن روح پدرو خوزه دونوسو از طریق تناسخ به زمین بر میگردد و در بدن سالوادور سرینزا (ماریو سیمارو) وارد می شود. در حقیقت روح پدرو منجر شد که روح سالوادور از آن بدن جذاب خارج شده جایگزین آن شود. سالوادور یک مرد خوش چهره و در عین حال فقیر بود که با همسرش کانتالیسیا و پسرش مونچو زندگی می کرد.
پدرو خوزه با جستجو کردن درباره تمام آن چیز هایی که از دست داده بود، اسرار ،حقایق و فریب ها را کشف می کند. در نهایت ، او باید همه چیز را درست کند و کسانی را که واقعا او را دوست داشتند نجات دهد و قلب ایزابل زیبا را از آلودگی ها پاک کند. پدرو نام خود را به سالوادور تغییر می دهد و به عنوان یک راننده  وارد عمارت خود می شود. ایزابل دلباخته و عاشق او می شود و هر دو چندین بار رابطه جنسی برقرار می کنند. ایزابل مخفیانه آندرس را می کشد و با سالوادور ازدواج می کند. آنجلا (دختر پدرو) با آنتونیو (پسر خدمتکار ابیگیل) ازدواج می کند. آنتونیو و آنجلا بسیار یکدیگر را دوست دارند. پدرو به این فکر می افتد که شاید مرگ او طبیعی نبوده باشد و معتقد است که ایزابل با خوراندن سم او را کشته است. ایزابل در حقیقت به او سم نداده بود و وقتی ایزابل متوجه شد که سالوادور همان پدرو است ، از او می خواهد که او را ببخشد و حقیقت را به او می گوید. پدرو و ایزابل دوباره به یکدیگر میپیوندند و بدون آنکه به کسی اطلاع دهند عمارت را ترک می کنند. با این حال ، خاله ایزابل ، خانم ربکا معتقد است که سالوادور ممکن است ایزابل را به جایی برده باشد تا بتواند او را بکشد و ثروت او را بدست آورد ، بنابراین او و خدمتکار والتر به پلیس اطلاع می دهند. پلیس پدرو و ایزابل را تعقیب می کند. ایزابل به پدرو می گوید که دیگر نمی خواهد از او جدا شود ، بنابراین ماشین را به داخل رودخانه می اندازد.
ایزابل می میرد ، بنابراین روح پدرو نیز بدن سالوادور را ترک می کند و هر دو روح با هم زندگی می کنند و برای همیشه در ابدیت آرام می گیرند. سپس ، روح سالوادور واقعی دوباره وارد بدن سالوادور می شود. ایزابل با پدرو به خاک سپرده می شوند و سالوادور به مدت شش ماه در عمارت پدرو زندگی می کند اما همچنان همه را اذیت می کند. همه به حقیقت تناسخ روح پدرو پی می برند و از این بابت خوشحال اند که سرانجام ایزابل و پدرو به هم پیوستند ، اما آنها می خواهند از سالوادور واقعی خلاص شوند زیرا او بسیار کثیف بود. سرانجام ، آنها کانتالیسیا و مونچو را پیدا می کنند و سالوادور را با آن ها راهی می کنند. سالوادور بسیار خوشحال می شود. در نهایت، آنجلا پسری به دنیا می آورد که آنها او را دون پدرو می نامند.

## رویدادها
یونیورسال استودیو نسخه‌ای ۷۲۰ دقیقه از این سریال در سال ۲۰۰۶ در امریکا عرضه کرد.
سال ۲۰۰۶ شبکه ان بی سی امریکا تصمیم گرفت تا نسخه‌ای انگلیسی برگرفته از این سریال تولید کند و از نویسنده‌اش درخواست کمک کرد اما این همکاری به نتیجه نرسید.

## بازیگران
- ماریو سیمارو (سالوادور سرینزا/دون پدرو خوره دونوسو)
- آندرس گارسیا (دون پدرو خوره دونوسو)
- لورنا روخاس (ایزابل آروویو)
- مارتین کارپن (آندرس کورونا)
- ونسا ویلیا (آنجلا دونوسو)
- آنا سیلواتی (ابیگیل دومینگوز)
- اریک الیاس (آنتونیو دومینگوز)
- پابلو آسار (سیمون دومینگوز)
- روبرتو مول (والتر فرانکو)
- مارتا پیکانس (ربه کا)
- ژانت لر (جائتانا)
- دیانا اوزوریو (والریا)
- لیز کولئاندرو (نینا – مادر ایزابل)
- روزالیندا رودریگز (کانتالیسیا مونتون)
- ویوان روییس (لوپه)
- سونیا نومی (پیلار، دوست ربه کا)
- سابرینا اولمدو (ماتیلدا)
- خاویر کورونل (رودریگو دومینگز)
- سیلوستر راموس (کامیلو)
- روبن کاملو (پدر جاکوبو)
- میشله جونز (پاولا خیمنز)
- خوان ترویا (رامیرز)
- گابریل تراورساری (دکتر والنسیا)
- فلیکس لورتو (دکتر دوارته)
- امانوئل کاستیو (مونچو(پسر سالوادور))
- ماریا ماتا (خوانیتا - مستخدم)
- مارسلا سرنا (نورا - مستخدم)
- آریانا کولتلاچی (کونسوئلو )
- سونیا نوئمی (پیلار)
- ادواردو سرانو (فیلیپ مادرو_عموی پدر جاکوبو)
- آزور (سگ)